# Tribromacetaldehyd
Tribromacetaldehyd ist eine anorganische chemische Verbindung aus der Gruppe der Aldehyde.

## Gewinnung und Darstellung
Tribromacetaldehyd kann durch Reaktion von Brom mit Ethanol oder Chloral gewonnen werden.

## Eigenschaften
Tribromacetaldehyd ist eine gelbliche bis braune Flüssigkeit, die in Wasser löslich ist und dabei Bromalhydrat bildet. Sie wird durch Alkalien in Ameisensäure und Bromoform zerlegt.

## Verwendung
Tribromacetaldehyd wird für organische Synthesen (zum Beispiel von Tribromethanol) verwendet.